# Tomar
Tomar (portugalska izgovorjava: [tuˈmaɾ] ()) je mesto in občina v okrožju Santarém na Portugalskem. Samo mesto ima okoli 20.000 prebivalcev. Leta 2011 je občina imela 40.677 prebivalcev na območju 351,20 km².
Mesto Tomar je nastalo znotraj samostanskega obzidja Convento de Cristo, zgrajenega po naročilu Gualdima de Paisa, četrtega velikega mojstra vitezov templjarjev na Portugalskem v poznem 12. stoletju.
Tomar je bil zadnje templjarsko mesto, ki je bilo naročeno za gradnjo, in eden od zgodovinskih draguljev Portugalske. Mesto je bilo še posebej pomembno v 15. stoletju, ko je bilo središče portugalske čezmorske ekspanzije pod Henrikom Pomorščakom, velikim mojstrom Kristusovega reda, organizacije naslednice vitezov templjarjev na Portugalskem.

## Zgodovina
Pod sodobnim mestom leži rimsko mesto Sellium. Po osvojitvi regije od Mavrov v portugalski rekonkvisti je bila dežela leta 1159 podeljena v fevd Templjarskemu redu. Leta 1160 je Gualdim Pais, veliki mojster reda na Portugalskem in Tomarjev nekoliko mitski ustanovitelj, položil prvi kamen gradu in samostana vitezov templjarjev, ki je postal sedež reda na Portugalskem.
Lokalne tradicionalne legende govorijo, da je bila izbira iz mističnih razlogov in po božanskem navdihu ter iz prakse velikega mojstra geomantije, ki temelji na vajah, vzetih iz sreče in predestinacije. Okrepitev tega čarobnega pogleda je postavitev mesta med majhno verigo sedmih vzpetin (lugar dos sete montes), ki je postalo znano kot mesto sedmih gričev, kot sedem gričev Jeruzalema, sedem gričev Rima ali sedem stebrov Konstantinopla.
Foral (listina) ali fevdalno pogodbo je leta 1162 veliki mojster podelil ljudstvu. Templjarji so iz Tomarja vladali obsežni regiji osrednje Portugalske, in se zavezali, da jo bodo branili pred mavrskimi napadi in vpadi. Tako kot številni gospodarji nenaseljene nekdanje obmejne regije osrednje Portugalske so tudi vaščani dobili razmeroma liberalne pogoje v primerjavi s tistimi v severnih regijah Portugalske, da bi privabili nove priseljence. Tisti prebivalci, ki so lahko vzdrževali konja, so bili v zameno za privilegije dolžni plačevati vojaško službo. Niso jim dovolili naziva vitez, ki je bil rezerviran za templjarje. Tudi ženske so bile sprejete v red, čeprav se niso borile.
Leta 1190 je Abu Jusuf Jakub al-Mansur, almohadski kalif, s svojo vojsko napadel Tomar. Vendar so jih vitezi in njihov 72-letni vodja Gualdim Pais zadržali. Plošča v spomin na to krvavo bitko je pri Porta do Sangue pri Castelo Templário (gradu Tomar).
Leta 1314 je bil red pod pritiskom papeža Klemena V. zatrt. Filip IV. Francoski, ki je imel pri templjarjih velike dolgove, je imel papeža za skoraj ujetnika in ga prisilil, da je zatrl red na podlagi lažnih obtožb in izsiljenih priznanj. Red je bil v večini Evrope zatrt, njegova posest pa naj bi bila prenesena na Viteze Hospitalce. Namesto tega se je kralj Denis Portugalski pogajal o prenosu posesti in osebja reda na Portugalskem na novo ustanovljeni Kristusov vojaški red. Ta red se je leta 1319 preselil v Castro Marim, vendar se je leta 1356 vrnil v Tomar.
V 15. stoletju in pozneje je (posvečenega) velikega mojstra reda predlagal papež, (laičnega) mojstra ali guvernerja pa kralj, namesto da bi ga izvolili menihi. Henrik Pomorščak je bil postavljen za guvernerja Reda in domneva se, da je uporabil vire in znanje Reda, da je uspel v svojih podjetjih v Afriki in na Atlantiku. Red Kristusovega križa je bil naslikan v jadra karavel, ki so prečkale morja, katoliški misijoni v novih deželah pa so bili do leta 1514 pod oblastjo tomarskih klerikov.
Henrik, obogaten s svojimi čezmorskimi podjetji, je bil prvi vladar, ki je izboljšal stavbe Convento de Cristo, odkar jih je zgradil Gualdim Pais. Prav tako je ukazal zgraditi jezove za nadzor reke Nabão in izsušiti močvirja. To je omogočilo, da je rastoče mesto pritegnilo več naseljencev. Henrik je naročil, naj se nove ulice oblikujejo na racionalen, geometričen način, kot jih lahko vidimo še danes.
Leta 1438 je tukaj umrl kralj Edvard Portugalski, ki je pobegnil iz Lizbone zaradi črne kuge.
Tik po letu 1492 z izgonom Judov iz Španije se je mesto še povečalo z judovskimi begunci obrtniki in trgovci. Zelo velika judovska manjšina je dinamizirala mesto z novimi obrtmi in znanji. Njihove izkušnje so bile ključne za uspeh novih trgovskih poti z Afriko. Prvotna sinagoga še vedno stoji.
V času vladavine Manuela I. Portugalskega je samostan dobil svojo končno obliko v manuelinskem renesančnem slogu. Z naraščajočim pomenom mesta kot gospodarja portugalskega čezmorskega cesarstva je papež vodstvo reda podelil kralju.
Vendar pa je pod pritiskom španskih monarhov kralj kmalu z ediktom razglasil, da bodo vsi Judje, ki bodo ostali na ozemlju Portugalske, po kratkem času obravnavani kot kristjani, čeprav jim je hkrati prepovedal oditi, ker se je bal, da bi eksodus judovskih moških znanja in kapitala škodil cvetočemu trgovskemu Portugalskemu imperiju. Judje so bili kot nominalni kristjani večinoma nemoteni več desetletij, vse do ustanovitve sodišča portugalske inkvizicije na pobudo duhovščine v mestu. Zaradi preganjanja so premožnejši Judje pobegnili, večina drugih pa se je morala spreobrniti.
Na stotine Judov in novih kristjanov je bilo aretiranih, mučenih in okoli 1000 usmrčenih v autos da fé, v blaznem preganjanju, ki je doseglo vrhunec okoli leta 1550. Mnogim drugim (približno 38.000) je bilo odvzeto njihovo premoženje ali pokora. Judovski vzpon je bolj kot judovska vera skupaj z osebnim bogastvom določal, kdo bo preganjan, saj so se razlastitve vrnile k sami instituciji inkvizicije. S preganjanjem trgovcev in poklicev je Tomar večinoma izgubil pomen trgovskega središča. Nova krščanska imena med prebivalci so danes zelo pogosta.
Leta 1581 je bilo mesto sedež portugalskega cortesa (fevdalni parlament), ki je španskega kralja Filipa II. razglasil za portugalskega Filipa I. (Iberska unija).
V 18. stoletju je bil Tomar ena prvih regij na Portugalskem, ki je razvila industrijo. V času vladavine Marije I. je bila s kraljevo podporo proti nasprotovanju reda ustanovljena tekstilna tovarna Jácome Ratton. Hidravlični viri reke Nabão so bili uporabljeni za oskrbo z energijo te in mnogih drugih tovarn, namreč tovarn papirja, livarn, steklarn, svile in mila.
Tomar so med polotoško vojno zasedli Francozi, proti katerim se je uprl. Vojvoda Wellingtonski je s svojimi portugalskimi in angleškimi četami zatem osvobodil mesto.
Leta 1834 so razpustili vse verske redove, vključno s Kristusovim.

## Geografija
Tomar leži v najbolj rodovitni regiji Portugalske in eni najbolj rodovitnih na celotnem Iberskem polotoku: travniki Ribatejo ('ob reki Tajo'). Je v okrožju Santarém. Prevladujoča pokrajina je kmetijska, sestavljena iz oljk, borovcev in figovcev.
Sedež občine je mesto Tomar, ki obsega župniji Santa Maria dos Olivais in São João Batista. Tomar je tudi glavno mesto regije Médio Tejo (reka Srednje Tajo).
Reka Nabão prečka tisto, kar je bilo starodavno mesto Nabantia: njeni prebivalci se imenujejo Nabantinos.
Administrativno je občina razdeljena na 11 civilnih župnij (freguesias):
- Além da Ribeira e Pedreira
- Asseiceira
- Carregueiros
- Casais e Alviobeira
- Madalena e Beselga
- Olalhas
- Paialvo
- Sabacheira
- São Pedro de Tomar
- Tomar (São João Baptista) e Santa Maria dos Olivais
- Serra e Junceira

## Zanimivosti
Tomar privablja številne turiste zaradi svojih raznolikih znamenitosti. Te so:
- Grad in samostan Kristusovega reda – Unescov seznam svetovne dediščine:[5] Skupina arhitekture in umetnosti iz 12. do 16. stoletja je glavni spomenik mesta in eden najpomembnejših na Portugalskem.
- Akvadukt Pegões – akvadukt, zgrajen med letoma 1503 in 1614 za dovajanje vode v samostan Kristusovega reda v Tomarju pod poveljstvom kralja Filipa I., je dolg 6 kilometrov in ponekod doseže višino 30 metrov. Je največja in najpomembnejša zgradba Filipa I. na Portugalskem.
- Cerkev Santa Maria do Olival: ta gotska cerkev iz 13. stoletja je bila zgrajena kot grobišče za viteze Templarje in njihov zaklad.
- Sinagoga Tomar: najbolje ohranjena srednjeveška sinagoga na Portugalskem (in ena od dveh sinagog pred izgonom v državi), ki jo je sredi 15. stoletja zgradila judovska skupnost Tomar. Od leta 1939 je v njem židovski muzej Abraão Zacuto z deli, povezanimi z judovsko zgodovino na Portugalskem.
- Cerkev svetega Janeza Krstnika (São João Baptista): glavna cerkev Tomarja stoji na glavnem trgu mesta, pred občino (17. stoletje) in sodobnim kipom Gualdima Paisa. Cerkev je bila zgrajena med 15. in 16. stoletjem. Poleg svoje arhitekturne zanimivosti je znana po več ploščah, ki jih je v 1530-ih naslikal eden najbolj priznanih portugalskih renesančnih umetnikov, Gregório Lopes.
- Kapela Marije od spočetja (Nossa Senhora da Conceição): kapela, zgrajena med letoma 1532 in 1540 v čistem renesančnem slogu, ki jo je začel João de Castilho in dokončal Diogo de Torralva. Namenjena je bila pogrebni kapeli kralja Ivana III.
- Cerkev in samostan sv. Irije: stavba iz zgodnjega 16. stoletja v bližini reke Nabão.
- Museu dos Fosforos (Muzej škatlic za vžigalice) – največja zasebna zbirka škatlic za vžigalice v Evropi.
- Museu de Arte Moderna – Colecção José Augusto França (umetnostna galerija)
- Casa Museu Fernando Lopes Graça
- Casa dos Cubos (umetnostna galerija)

Ulice in trgi slikovitega središča Tomarja so organizirani po vzorcu šahovnice, kar je redka značilnost za srednjeveško mesto, ki ga je uvedel princ Henrik Pomorščak, kar je kasneje navdihnilo vzorec, uporabljen pri obnovi Lizbone po potresu leta 1755. Razpršeno po mestu je veliko zanimivih hiš z renesančnimi, baročnimi in romantičnimi fasadami. Ob reki Nabão, blizu mostu, sta park in vrt, ki ponujata razgled na mesto in okolico.

### Miti
- Govori se, da Tomar skriva največji templjarski zaklad na svetu. (Maurice Guinguand, L'or des Templiers: Gisors ou Tomar?, 1973)
- Govori se, da obstaja skrivni prehod med cerkvijo Santa Maria dos Olivais in gradom.
- Bližnji grad Almourol je kraj, kjer se je zgodilo več slabih dogodkov (smrti in tragične ljubezenske zgodbe) in naj bi ga preganjala princesa.[6]